# 院覚
院覚（いんかく、生没年不詳） は、平安時代後期の院派仏師。院助の実子または弟子。

## 経歴
永久2年（1114年）、関白の藤原忠実が発願した阿弥陀如来像を造立するが、保安元年（1120年）に忠実が関白から失脚すると連座して一線から退く。大治2年（1127年）に行われた日野新堂の仏像修理に参加し活動を再開すると、大治5年（1130年）待賢門院発願の法金剛院の造仏に参加し法橋に昇進、長承元年（1132年）には仏師として当時最高位の法眼位まで昇進。以降、保延2年（1136年）頃まで、法成寺や白川殿などで活動したとされる。

## 業績
- 宇治平等院鳳凰堂の阿弥陀如来像を定朝作と鑑定した。
- 定朝を高く評価し弟の院朝等と定朝様について研究した。

## 現存作品
- 法金剛院阿弥陀如来坐像　顕著な定朝様の作風で知られる。